# Бывшие посёлки городского типа Оренбургской области
Бывшие посёлки городского типа Оренбургской области — посёлки городского типа (рабочие и дачные), потерявшие этот статус в связи с административно-территориальными преобразованиями.

## А
- Адамовка — пгт с 1959 года. Преобразован в сельский населённый пункт в 1999 году.
- Айдырлинский — пгт с 1941 года. Преобразован в сельский населённый пункт в 1999 году.
- Акбулак — пгт с 1937 года. Преобразован в сельский населённый пункт в 1999 году.
- Аккермановка — пгт с 1959 года. Преобразован в сельский населённый пункт в 2005 году.

## Б
- Берды — пгт с 1956 года. Включён в черту города Оренбурга в 1959 году.

## Г
- Гай — пгт с 1959 года. В 1962 году включён в черту города Орск, в 1965 году вновь выделен в самостоятельный рабочий посёлок. Преобразован в город в 1979 году.

## Д
- Домбаровский — пгт с 1939 года. Преобразован в сельский населённый пункт в 1999 году.
- Дубенский — пгт с 1944 года. Преобразован в сельский населённый пункт в 2001 году.

## И
- Илецкая Защита — пгт с 1930 года. Преобразован в город Соль-Илецк в 1945 году.
- Ириклинский — пгт с 1946 года. Преобразован в сельский населённый пункт в 1999 году.

## К
- Каргала — пгт с 1972 года. Преобразован в сельский населённый пункт в 2005 году.
- Колтубановский — пгт с 1939 года. Преобразован в сельский населённый пункт в 1999 году.
- Комаровский — пгт с 1994 года. Преобразован в сельский населённый пункт в 2011 году.
- Красноярский — пгт с 1949 года. Преобразован в сельский населённый пункт в 1999 году.
- Красный Коммунар — преобразован в сельский населённый пункт в 1999 году.
- Кувандык — пгт с 1939 года. Преобразован в город в 1953 году.
- Кумак — пгт с 1936 года. Преобразован в сельский населённый пункт в 1998 году.

## Н
- Новоорск — пгт с 1961 года. Преобразован в сельский населённый пункт в 1999 году.
- Новорудный — пгт с 1961 года. Преобразован в сельский населённый пункт в 2005 году.
- Новосергиевка — пгт с 1948 года. Преобразован в сельский населённый пункт в 1999 году.
- Новотроицк — пгт с 1941 года[1]. Преобразован в город в 1945 году.

## П
- Первомайский — пгт с 1940 года. Преобразован в сельский населённый пункт в 1999 году.
- Переволоцкий — пгт с 1959 года. Преобразован в сельский населённый пункт в 1999 году.

## Р
- Ракитянка — пгт с 1939 года. Преобразован в сельский населённый пункт в 1999 году.
- Речной — пгт с 1984 года. Преобразован в сельский населённый пункт в 1999 году.

## С
- Саракташ — пгт с 1939 года. Преобразован в сельский населённый пункт в 1999 году.
- Светлый — пгт с 1960 года. Преобразован в сельский населённый пункт в 1999 году.
- Сорочинск — пгт с 1932 года. Преобразован в город в 1945 году.

## Т
- Тюльган — пгт с 1957 года. Преобразован в сельский населённый пункт в 1999 году.

## Х
- Халилово — пгт с 1935 года. Преобразован в сельский населённый пункт в 1999 году.

## Ш
- Шильда — пгт с 1971 года. Преобразован в сельский населённый пункт в 1999 году.

## Э
- Энергетик — пгт с 1966 года. Преобразован в сельский населённый пункт в 1999 году.

## Я
- Ясный — пгт с 1962 года. Преобразован в город в 1979 году.